# Teddy Castellucci
Teddy Castellucci is een Amerikaans filmcomponist.
Castellucci studeerde af in 1983 aan de Lindenhurst Senior High School in New York. Hij begon met gitaar spelen op 15-jarige leeftijd en werkte met artiesten als Michael Jackson, Dave Matthews, Boz Scaggs, Natalie Cole, Smokey Robinson en Wynton Marsalis. Hij begon in 1998 muziek te componeren voor de film The Wedding Singer met de Amerikaanse acteur Adam Sandler. Castellucci componeert veel films van het filmgenre komedie, waarvan de meesten met Sandler, die plaatsvonden in de periode 1998 tot en met 2005.  Castellucci won met zijn filmmuziek vijf 'BMI Film Music Awards'.

## Filmografie
- 1998: The Wedding Singer
- 1999: Big Daddy
- 1999: Deuce Bigalow: Male Gigolo
- 2000: Little Nicky
- 2001: The Animal
- 2001: Good Advice
- 2002: Repli-Kate
- 2002: Mr. Deeds
- 2002: Eight Crazy Nights
- 2003: Anger Management
- 2003: My Boss's Daughter
- 2004: 50 First Dates
- 2004: White Chicks
- 2005: The Longest Yard
- 2005: Rebound
- 2006: Just My Luck
- 2006: Little Man
- 2006: My Super Ex-Girlfriend
- 2007: Wild Hogs
- 2007: Are We Done Yet?
- 2008: The Longshots
- 2008: American Violet
- 2008: Baby on Board
- 2009: Arlen Faber
- 2010: Lottery Ticket

## Overige producties

### Televisiefilms
- 2000: How to Marry a Billionaire: A Christmas Tale
- 2002: Home Alone 4

### Korte films
- 2003: Date or Disaster
- 2009: Southbound